# Chryso-hypnum squarrosulum
Chryso-hypnum squarrosulum là một loài Rêu trong họ Hypnaceae. Loài này được (Cardot) N. Nishim. & Ando mô tả khoa học đầu tiên năm 1986.